# Arcticodactylus

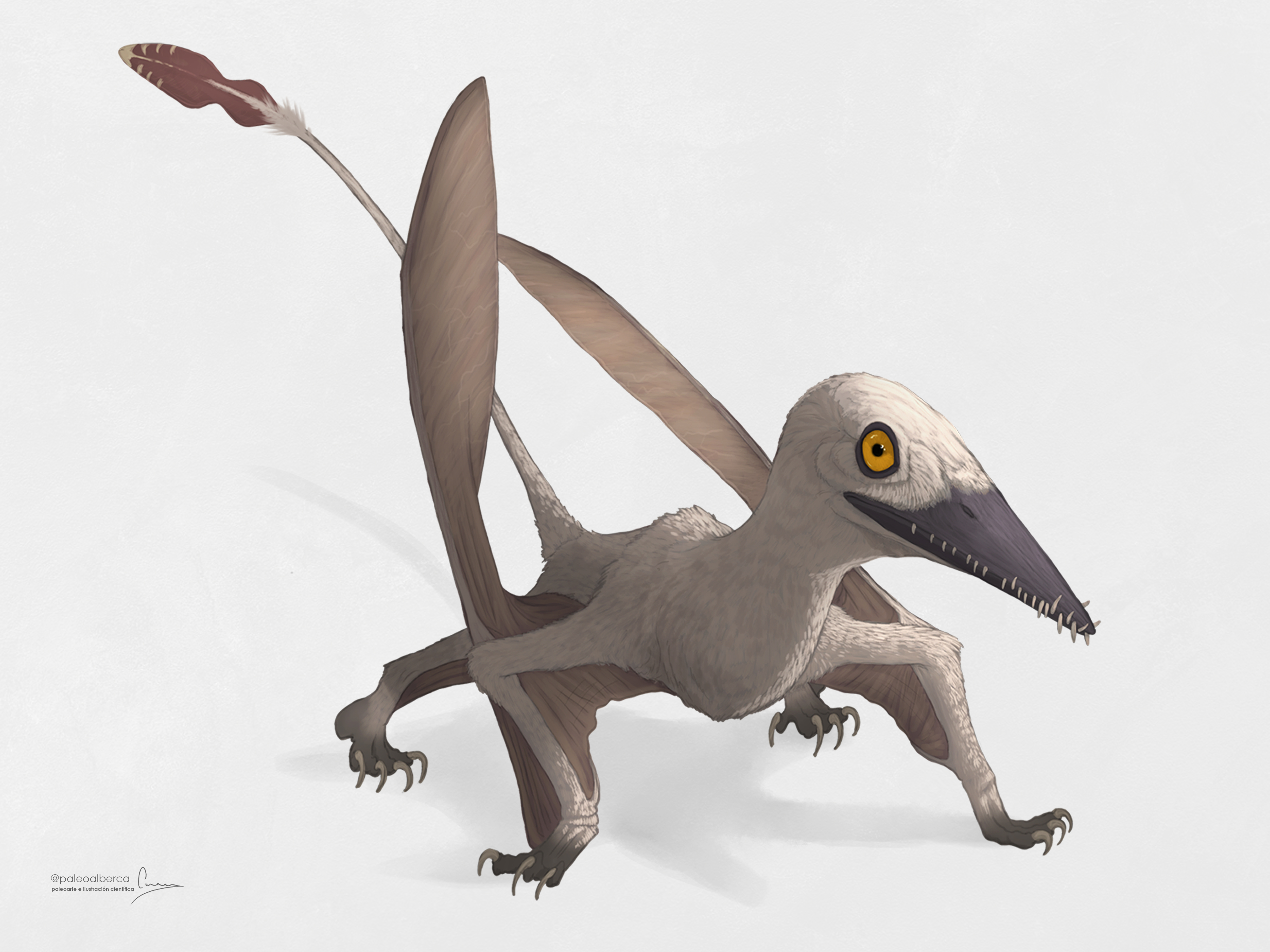
Reconstrucción en vida de Arcticodactylus cromptonellus

Arcticodactylus es un género extinto de pterosaurio basal que vivió durante el Triásico Superior en el área de la actual Groenlandia. Su única especie, A. cromptonellus fue atribuida anteriormente a Eudimorphodon, y sus parientes más cercanos pueden haber sido Eudimorphodon o Austriadraco.

## Descubrimiento
En 1989, William Amaral estando en el McKnight Bjerg al este de Groenlandia descubrió un rico sitio fósil. Este fue excavado en 1991 y 1992. Parte de este material era del esqueleto de un pequeño esqueleto de pterosaurio. En 2001, Farish Jenkins, Neil Shubin, Stephen Gatesy y Kevin Padian lo nombraron y describieron como una nueva especie de Eudimorphodon: Eudimorphodon cromptonellus. El nombre de la especie honra al profesor Alfred Walter Crompton. El sufijo ~ellus en latín indica un diminutivo, aludiendo al pequeño tamaño del espécimen.
El holotipo, MGUH VP 3393, fue hallado en los lechos de Carlsberg Fjord del Miembro Ørsted Dal de la Formación Fleming Fjord que data del Noriense - Raetiense. Este consiste de un esqueleto parcial con cráneo. Estaba desarticulado en su mayor parte.
La referencia a Eudimorphodon se había basado esencialmente en la similitud de la forma de los dientes, especialmente el distintivo patrón de multicúspides con tres, cuatro o cinco puntas en la corona. En 2003, Alexander Kellner señaló que otros pterosaurios basales también poseían ese tipo de dientes. En 2014, Fabio Marco Dalla Vecchia notó que E. cromptonellus no compartía ninguna característica con Eudimorphodon ranzii que no estuviera presente en otros pterosaurios pero carecía en cambio de los distintivos dientes en forma de colmillo, dientes en el pterigoides y el esmalte dental con estrías. En 2015, Kellner le dio su propio nombre de género, Arcticodactylus. El nombre del género se deriva del Ártico, y el griego δάκτυλος, daktylos, "dedo", un sufijo usual en los nombres de pterosaurios comenzando con Pterodactylus. La especie tipo es Eudimorphodon cromptonellus, y la combinatio nova es Arcticodactylus cromptonellus.

## Descripción
El individuo del holotipo de Arcticodactylus es uno de los más pequeños pterosaurios conocidos, con una envergadura estimad en tan solo veinticuatro centímetros. En una investigación de corte histológico de su estructura ósea, publicada en 2001, se consideró que aún no había completado su crecimiento, pero tampoco era un recién nacido.
En 2015, Kellner estableció algunos rasgos distintivos, corrigiendo y haciendo añadiduras a la diagnosis de 2001. La mandíbula tiene once o doce dientes multicúspides de cada lado. La superficie de articulación del cuarto metacarpiano con el dedo cuarto muestra dos cóndilos verdaderos. El fémur es apenas un poco más corto que la tibia, con el 96% de su longitud. La escápula es mucho más larga, 93%, que el coracoides. El húmero es algo más corto que el fémur, con un 92% de su largo, o que el cúbito y aunque tiene el 91% de su largo. El fémur es algo más alargado que la primera falange del dedo del ala, que tiene el 91% de la longitud femoral. El tercer metatarsiano del pie es alargado, con el 56% de la longitud de la tibia. Estas proporciones implican que Arcticodactylus tenía alas relativamente cortas y grandes pies.
Arcticodactylus puede ser distinguido adicionalmente de Eudimorphodon por la ya mencionada carencia de dientes parecidos a colmillos en la mitad de la fila de dientes y de Eudimorphodon ranzii, Carniadactylus y Bergamodactylus por una cresta deltopectoral triangular en el húmero, en lugar de ser rectangular. Articodactylus tenía menos dientes que otros pterosaurios conocidos del Triásico.
Jenkins y colaboradores afirmaron que la articulación única en Arcticodactylus entre el principal metacarpio del ala y el dedo de la misma, era una forma transicional entre sus ancestros que portaban una única superficie de articulación redondeada en el metacarpiano permitiendo un considerable rango de movimiento lateral, y l condición de los pterosaurios tardíos que muestran una leve depresión o tróclea. Los dos cóndilos, siendo el superior el mayor, pudieron haber forzado al dedo a un plano óptimo de movimiento durante el despegue del ala.

## Clasificación
En 2001, E. cromptonellus fue situado en la familia Eudimorphodontidae. Kellner en 2015 indicó una posición basal dentro de los Pterosauria, y el breve coracoides sugiere una afinidad cercana a Austriadraco dentro de una familia Austriadraconidae. Según Kellner, los descriptores originales habían identificado un coracoides como un hueso cuadrado. El siguiente análisis filogenético se basa en la topología de Upchurch et al. (2015).
|  | Preondactylus buffarinii  |
|  |                           |
|  | Austriadactylus cristatus |
|  |                           |

|  | Raeticodactylus filisurensis |
|  |                              |
|  | Caviramus schesaplanensis    |
|  |                              |

|  | Arcticodactylus cromptonellus                                                      |
|  |                                                                                    |
|  | \| \| Carniadactylus rosenfeldi \| \| \| \| \| \| Eudimorphodon ranzii \| \| \| \| |
|  |                                                                                    |
|  | Carniadactylus rosenfeldi                                                          |
|  |                                                                                    |
|  | Eudimorphodon ranzii                                                               |
|  |                                                                                    |

|  | Carniadactylus rosenfeldi |
|  |                           |
|  | Eudimorphodon ranzii      |
|  |                           |

|  | Raeticodactylus filisurensis |
|  |                              |
|  | Caviramus schesaplanensis    |
|  |                              |

|  | Arcticodactylus cromptonellus                                                      |
|  |                                                                                    |
|  | \| \| Carniadactylus rosenfeldi \| \| \| \| \| \| Eudimorphodon ranzii \| \| \| \| |
|  |                                                                                    |
|  | Carniadactylus rosenfeldi                                                          |
|  |                                                                                    |
|  | Eudimorphodon ranzii                                                               |
|  |                                                                                    |

|  | Carniadactylus rosenfeldi |
|  |                           |
|  | Eudimorphodon ranzii      |
|  |                           |

|  | Raeticodactylus filisurensis |
|  |                              |
|  | Caviramus schesaplanensis    |
|  |                              |

|  | Arcticodactylus cromptonellus                                                      |
|  |                                                                                    |
|  | \| \| Carniadactylus rosenfeldi \| \| \| \| \| \| Eudimorphodon ranzii \| \| \| \| |
|  |                                                                                    |
|  | Carniadactylus rosenfeldi                                                          |
|  |                                                                                    |
|  | Eudimorphodon ranzii                                                               |
|  |                                                                                    |

|  | Carniadactylus rosenfeldi |
|  |                           |
|  | Eudimorphodon ranzii      |
|  |                           |

|  | Raeticodactylus filisurensis |
|  |                              |
|  | Caviramus schesaplanensis    |
|  |                              |

|  | Arcticodactylus cromptonellus                                                      |
|  |                                                                                    |
|  | \| \| Carniadactylus rosenfeldi \| \| \| \| \| \| Eudimorphodon ranzii \| \| \| \| |
|  |                                                                                    |
|  | Carniadactylus rosenfeldi                                                          |
|  |                                                                                    |
|  | Eudimorphodon ranzii                                                               |
|  |                                                                                    |

|  | Carniadactylus rosenfeldi |
|  |                           |
|  | Eudimorphodon ranzii      |
|  |                           |

|  | Preondactylus buffarinii  |
|  |                           |
|  | Austriadactylus cristatus |
|  |                           |

|  | Raeticodactylus filisurensis |
|  |                              |
|  | Caviramus schesaplanensis    |
|  |                              |

|  | Arcticodactylus cromptonellus                                                      |
|  |                                                                                    |
|  | \| \| Carniadactylus rosenfeldi \| \| \| \| \| \| Eudimorphodon ranzii \| \| \| \| |
|  |                                                                                    |
|  | Carniadactylus rosenfeldi                                                          |
|  |                                                                                    |
|  | Eudimorphodon ranzii                                                               |
|  |                                                                                    |

|  | Carniadactylus rosenfeldi |
|  |                           |
|  | Eudimorphodon ranzii      |
|  |                           |

|  | Raeticodactylus filisurensis |
|  |                              |
|  | Caviramus schesaplanensis    |
|  |                              |

|  | Arcticodactylus cromptonellus                                                      |
|  |                                                                                    |
|  | \| \| Carniadactylus rosenfeldi \| \| \| \| \| \| Eudimorphodon ranzii \| \| \| \| |
|  |                                                                                    |
|  | Carniadactylus rosenfeldi                                                          |
|  |                                                                                    |
|  | Eudimorphodon ranzii                                                               |
|  |                                                                                    |

|  | Carniadactylus rosenfeldi |
|  |                           |
|  | Eudimorphodon ranzii      |
|  |                           |

|  | Raeticodactylus filisurensis |
|  |                              |
|  | Caviramus schesaplanensis    |
|  |                              |

|  | Arcticodactylus cromptonellus                                                      |
|  |                                                                                    |
|  | \| \| Carniadactylus rosenfeldi \| \| \| \| \| \| Eudimorphodon ranzii \| \| \| \| |
|  |                                                                                    |
|  | Carniadactylus rosenfeldi                                                          |
|  |                                                                                    |
|  | Eudimorphodon ranzii                                                               |
|  |                                                                                    |

|  | Carniadactylus rosenfeldi |
|  |                           |
|  | Eudimorphodon ranzii      |
|  |                           |

|  | Raeticodactylus filisurensis |
|  |                              |
|  | Caviramus schesaplanensis    |
|  |                              |

|  | Arcticodactylus cromptonellus                                                      |
|  |                                                                                    |
|  | \| \| Carniadactylus rosenfeldi \| \| \| \| \| \| Eudimorphodon ranzii \| \| \| \| |
|  |                                                                                    |
|  | Carniadactylus rosenfeldi                                                          |
|  |                                                                                    |
|  | Eudimorphodon ranzii                                                               |
|  |                                                                                    |

|  | Carniadactylus rosenfeldi |
|  |                           |
|  | Eudimorphodon ranzii      |
|  |                           |